# ARO 4x4
O ARO 4x4 é um veículo todo terreno de fabricação romena, e que serviu de base ao Portaro.